# Betel, Falerum
Betel, Falerum är en kyrkobyggnad i Falerum, Norra Vi. Kyrkan tillhör Betelförsamlingen, Falerum (Helgelseförbundet) som numera är en del av Evangeliska Frikyrkan.
I kyrkan fanns en elorgel med två manualer och pedal.